# Rockies du Colorado (LNH)
Pour l’article homonyme, voir Rockies du Colorado.
Les Rockies du Colorado sont une franchise de hockey sur glace d'Amérique du Nord. L'équipe évolue dans la Ligue nationale de hockey entre 1976 et 1982 dans la ville de Denver dans le Colorado. La franchise est en fait la continuité des Scouts de Kansas City, fondés en 1974. En 1982, à la suite d'une sixième et dernière saison, la franchise déménage une nouvelle fois pour aller dans le New Jersey et devenir les Devils du New Jersey, équipe toujours en activité.
L'équipe n'a que peu de succès, participant aux séries éliminatoires seulement une seule fois, en 1977-1978. Les Rockies sont alors écartés en deux matchs par les Flyers de Philadelphie.

## Historique

### Les Scouts de Kansas City
En 1974, la LNH finit sa première grande phase d'expansion après avoir triplé son nombre de franchises passant des « six équipes originales » à dix-huit clubs. Ainsi les Capitals de Washington et les Scouts de Kansas City s'ajoutent aux seize équipes existantes pour jouer les quatre-vingt matchs du calendrier. Après deux saisons terminées à l'avant dernière place, la franchise est revendue à un groupe mené par Jack Vickers qui décide de délocaliser l'équipe. En effet, au cours de la dernière saison, l'équipe ne réussit à vendre que 2 000 abonnements sur 8 000 possibles. La ville de  Denver dans le Colorado est donc préférée à celle de Kansas City dans le Missouri.

### L'arrivée à Denver et les premières saisons

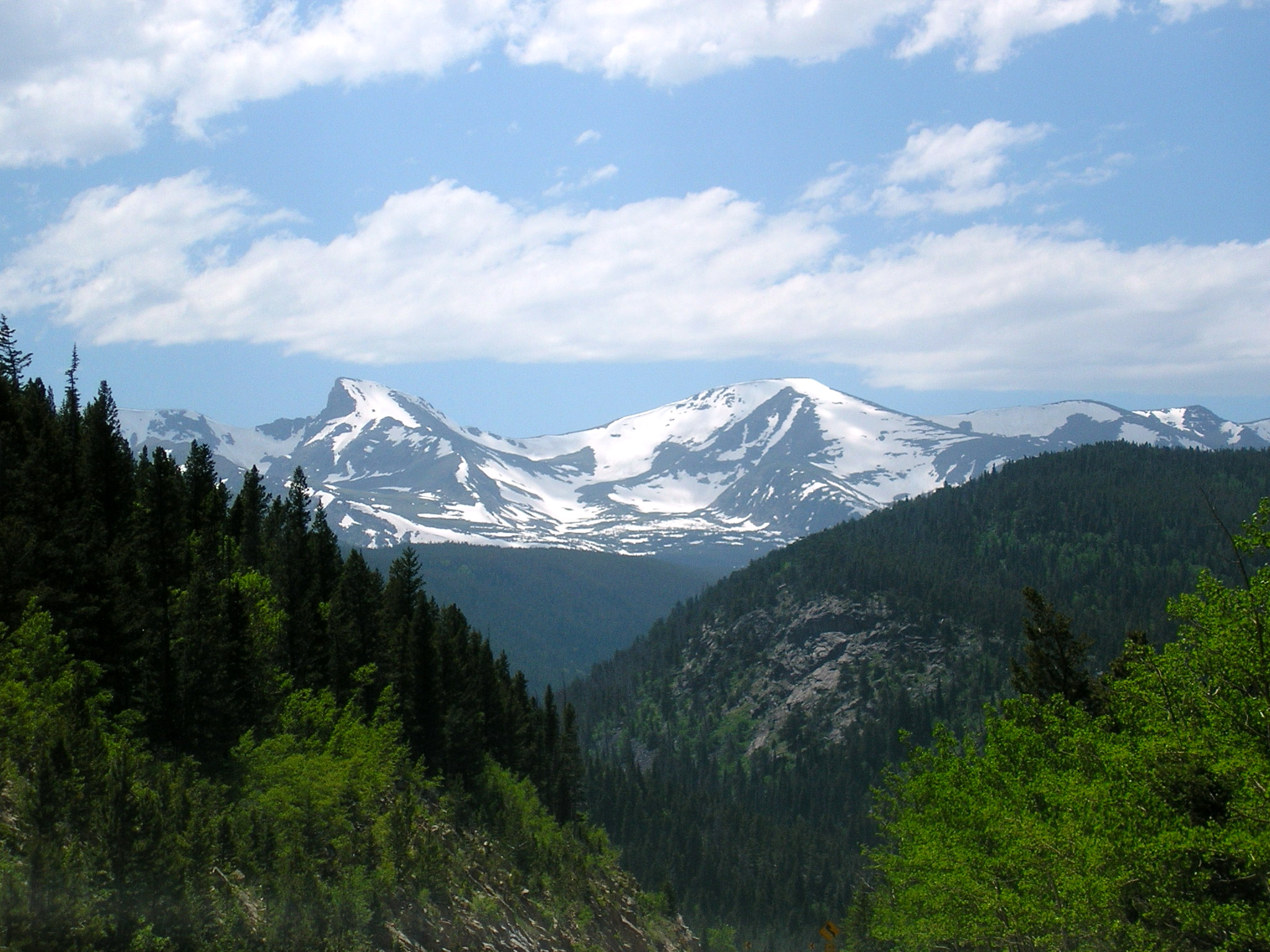
Les montagnes Rocheuses donnent leur nom à la franchise dans sa nouvelle ville.

La franchise arrive donc dans le Colorado et prend la place des Spurs de Denver de l'Association mondiale de hockey qui viennent de déménager en 1975-1976 à Ottawa. L'équipe prend alors le nom de Rockies en référence aux montagnes Rocheuses qui traversent l'état du Colorado – en anglais Rocky Mountains. L'identification aux Rocheuses est également présent dans le nouveau logo : il reprend le drapeau du Colorado découpé en forme de montagne. La nouvelle franchise décide de mettre en place un nouvel entraîneur en la personne de Johnny Wilson.
L’équipe réalise un départ rafraichissant dans le Colorado, gagnant son premier match 4-2 contre Toronto. Ils entrent dans une spirale positive et apparaissent comme un candidat à une place en séries. En février les espoirs s’effondrent et les Rockies finissent la saison 1976-1977 avec un record de vingt victoires, quarante-six défaites et quatorze matchs nuls. La direction de l'équipe décide alors de changer d'entraîneur et Pat Kelly est nommé à la place de Wilson.
La saison suivante, même s’ils finissent avec quelques victoires en moins, ils arrivent à arracher aux Canucks de Vancouver la dernière place des séries avec tout juste deux points d’avance. L'équipe joue son premier match des séries éliminatoires de la Coupe Stanley de son histoire le 11 avril 1978 contre les Flyers de Philadelphie. Denis Dupéré inscrit le premier but de l'équipe lors du match mais ils perdent tout de même la rencontre 3-2. L'équipe perd également le deuxième match et la première participation de la franchise aux séries tourne court. Lors de cette saison, Barry Beck joue sa première saison dans la LNH et termine meilleur buteur pour les défenseurs. Il termine deuxième au classement pour le trophée Calder, trophée du meilleur rookie de la saison, Mike Bossy des Islanders de New York remportant le trophée. Les vingt-deux buts de Beck ne seront battus que par Brian Leetch en 1988-1989.

### Les premières rumeurs puis le départ
Avant le début de la saison 1978-1979, le propriétaire Vickers vend la franchise à Arthur Imperatore, qui annonce qu’il veut transférer l’équipe dans les meadowlands du New Jersey. La LNH met son veto concernant ce mouvement, demandant à l’équipe de rester à Denver jusqu’à la fin de la construction du Brendan Byrne Arena. Après dix-sept matchs dans la saison, l'équipe ne compte que trois victoires pour quatorze défaites et la nouvelle direction de l'équipe remplace l'entraîneur par Aldo Guidolin. Finalement, ce changement n'a pas les répercussions attendues et l'équipe termine à la dernière place de la LNH.
En 1979-1980, l’équipe engage Don Cherry comme entraîneur et fait l’acquisition d’une des vedettes des Maple Leafs, Lanny McDonald. Mais malgré ces mouvements, les Rockies réalisent la plus mauvaise saison de la ligue et jouent les deux saisons suivantes avec un transfert de la franchise toujours dans le champ des possibilités. Les changements de direction de l'équipe continuent puisque Cherry ne reste qu'une saison entraîneur de l'équipe, il est remplacé par Bill MacMillan qui ne reste à son tour à la tête de l'équipe que pour les quatre-vingt matchs de la saison. Bert Marshall est désigné nouvel entraîneur mais après vingt-quatre matchs et uniquement trois victoires, il est échangé de poste avec son assistant, Marshall Johnston. Cette situation bancale se termine le 27 mai 1982, date à laquelle l’homme d’affaires de New Jersey, spécialisé dans l’export, John Mc Mullen achète l’équipe et annonce que le transfert tant attendu vers le New Jersey va finalement devenir une réalité.
Ce transfert apparaît comme ayant très peu de sens : l’équipe devra jouer au carrefour des trois-États, territoires des triples champions de la Coupe Stanley, les Islanders de New York, tout comme celui des Rangers de New York. Mc Mullen doit même indemniser financièrement les Islanders, les Rangers et les Flyers pour « envahir » leur territoire. L’équipe est rebaptisée Devils du New Jersey, le 30 juin 1982 et MacMillan en devient le premier entraîneur et directeur-général.

## Saison après saison
| No     | No        |     | Saison régulière | Saison régulière | Saison régulière | Saison régulière | Saison régulière | Saison régulière | Saison régulière | Saison régulière                                                    | Saison régulière |               | Séries éliminatoires | Séries éliminatoires | Séries éliminatoires | Séries éliminatoires       | Séries éliminatoires | Séries éliminatoires |
| No     | No        | PJ  | V                | D                | N                | Pts              | BP               | BC               | Pun              | Classement                                                          | PJ               | V             | D                    | BP                   | BC                   | Progression                |                      |                      |
| ------ | --------- | --- | ---------------- | ---------------- | ---------------- | ---------------- | ---------------- | ---------------- | ---------------- | ------------------------------------------------------------------- | ---------------- | ------------- | -------------------- | -------------------- | -------------------- | -------------------------- | -------------------- | -------------------- |
| 1      | 1976-1977 | 80  | 20               | 46               | 14               | 54               | 226              | 307              | 978              | 5e division Smythe 9e conférence Clarence Campbell 17e dans la LNH  | Non qualifiés    | Non qualifiés | Non qualifiés        | Non qualifiés        | Non qualifiés        | Non qualifiés              | Non qualifiés        |                      |
| 2      | 1977-1978 | 80  | 19               | 40               | 21               | 59               | 257              | 305              | 818              | 2e division Smythe 6e conférence Clarence Campbell 13e dans la LNH  | 2                | 0             | 2                    | 3                    | 6                    | 2-0 Flyers de Philadelphie |                      |                      |
| 3      | 1978-1979 | 80  | 15               | 53               | 12               | 42               | 210              | 331              | 838              | 4e division Smythe 8e conférence Clarence Campbell 17e dans la LNH  | Non qualifiés    | Non qualifiés | Non qualifiés        | Non qualifiés        | Non qualifiés        | Non qualifiés              | Non qualifiés        |                      |
| 4      | 1979-1980 | 80  | 19               | 48               | 13               | 51               | 234              | 308              | 1 020            | 6e division Smythe 10e conférence Clarence Campbell 20e dans la LNH | Non qualifiés    | Non qualifiés | Non qualifiés        | Non qualifiés        | Non qualifiés        | Non qualifiés              | Non qualifiés        |                      |
| 5      | 1980-1981 | 80  | 22               | 45               | 13               | 57               | 258              | 344              | 1 418            | 4e division Smythe 9e conférence Clarence Campbell 17e dans la LNH  | Non qualifiés    | Non qualifiés | Non qualifiés        | Non qualifiés        | Non qualifiés        | Non qualifiés              | Non qualifiés        |                      |
| 6      | 1981-1982 | 80  | 18               | 49               | 13               | 49               | 241              | 362              | 1 138            | 5e division Smythe 11e conférence Clarence Campbell 21e dans la LNH | Non qualifiés    | Non qualifiés | Non qualifiés        | Non qualifiés        | Non qualifiés        | Non qualifiés              | Non qualifiés        |                      |
| Totaux | Totaux    | 480 | 113              | 281              | 86               | 312              | 1 426            | 1 957            | 6 210            |                                                                     | 2                | 0             | 2                    | 3                    | 6                    |                            |                      |                      |

## Personnalités de la franchise
Cent-vingt-cinq joueurs ont porté les couleurs des Rockies, Mike Kitchen détenant le record avec six saisons jouées et 354 matchs joués avec l'équipe du Colorado.

### Meneurs

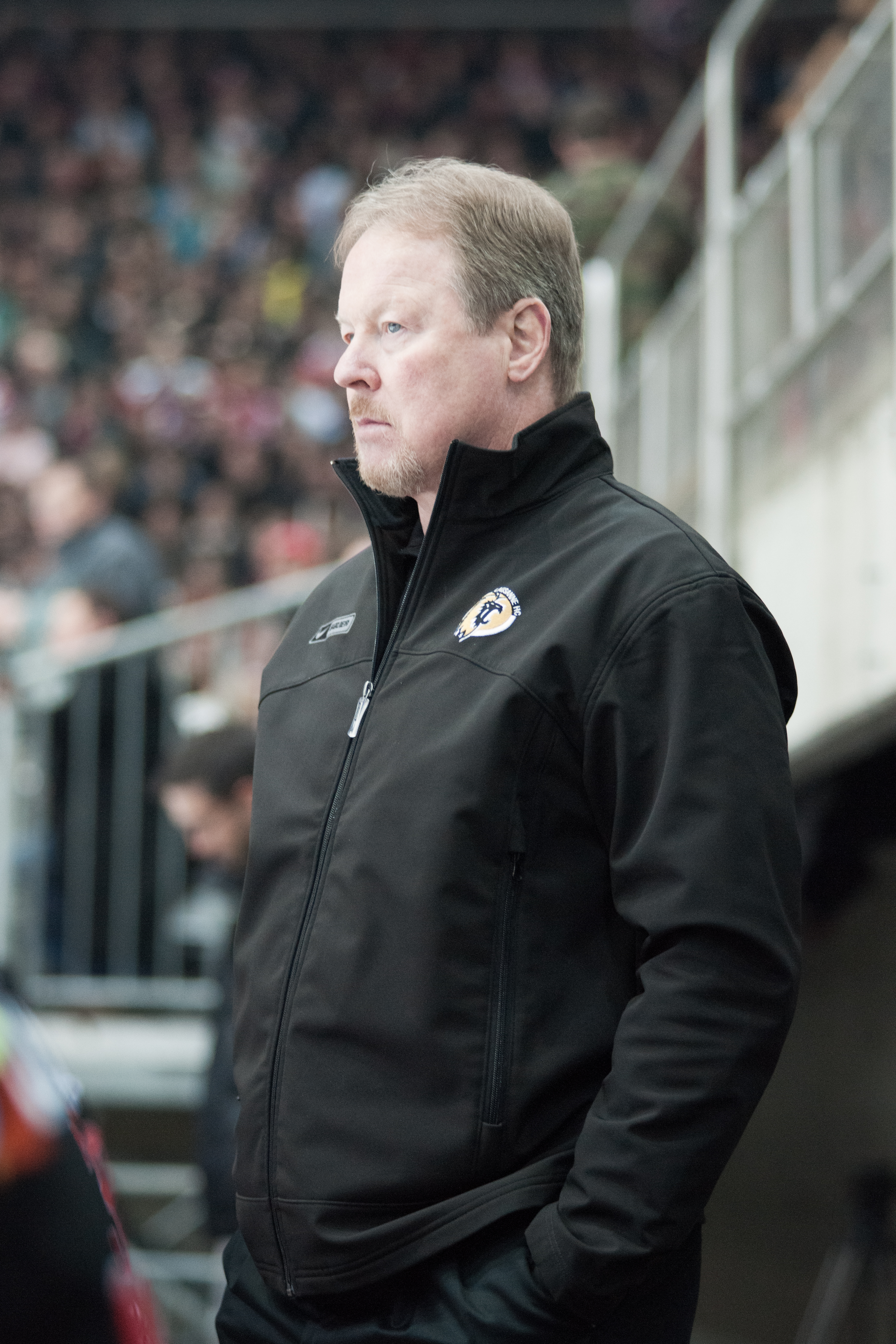
John Van Boxmeer, huitième joueur le plus utilisé de l'histoire des Rockies.

Cette partie présente les meneurs de l'équipe au cours de son existence, les joueurs étant classés par nombre de matchs joués.
| Nom               | PJ  | B   | A   | Pts | Pun  |
| ----------------- | --- | --- | --- | --- | ---- |
| Mike Kitchen      | 354 | 7   | 50  | 57  | 294  |
| Ron Delorme (en)  | 314 | 66  | 63  | 129 | 284  |
| Wilf Paiement     | 257 | 106 | 148 | 254 | 336  |
| Randy Pierce (en) | 240 | 53  | 71  | 124 | 206  |
| Rob Ramage        | 234 | 41  | 91  | 132 | 529' |
| Gary Croteau      | 234 | 65  | 71  | 136 | 60   |
| Merlin Malinowski | 202 | 46  | 86  | 132 | 105  |
| John Van Boxmeer  | 197 | 23  | 87  | 110 | 165  |
| Nelson Pyatt (en) | 189 | 39  | 36  | 75  | 32   |
| Mike Christie     | 178 | 4   | 35  | 39  | 194  |

### Capitaines

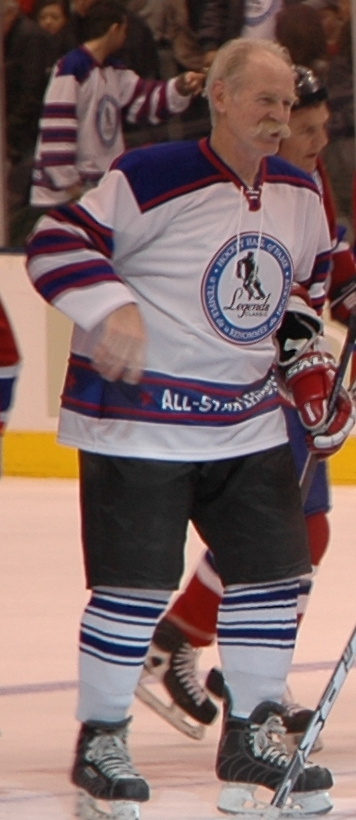
Lanny McDonald, capitaine de l'équipe puis futur membre du Temple de la renommée du hockey.

L'équipe des Rockies a eu quasiment chaque saison un nouveau capitaine. Sept différents joueurs ont ainsi porté le C sur leur maillot :
| Période   | Nom du ou des joueurs                        |
| --------- | -------------------------------------------- |
| 1976-1977 | Simon Nolet                                  |
| 1977-1978 | Wilf Paiement                                |
| 1978-1979 | Gary Croteau                                 |
| 1979-1980 | Mike Christie, René Robert et Lanny McDonald |
| 1980-1981 | Lanny McDonald                               |
| 1981-1982 | Lanny McDonald et Rob Ramage                 |

### Choix de premier tour de repêchage
Cette section présente les joueurs choisis au premier tour lors des repêchages de la LNH.
- 1976 : Paul Gardner des Generals d'Oshawa de l'Association de hockey de l'Ontario en tant que 11e choix[Note 2],
- 1977 : Barry Beck des Bruins de New Westminster de la Ligue de hockey de l'Ouest en tant que deuxième choix après Dale McCourt choisi par les Red Wings de Détroit,
- 1978 : Mike Gillis des Canadians de Kingston de l'AHO en tant que cinquième au total,
- 1979 : Rob Ramage des Bulls de Birmingham de l'Association mondiale de hockey en tant que tout premier choix[Note 3],
- 1980 : Paul Gagné des Spitfires de Windsor de l'AHO en tant que 19e choix au total,
- 1981 : Joe Cirella des Generals d'Oshawa de la LHO en tant que cinquième joueur du repêchage.

### Entraîneurs-chefs
Tout comme pour le poste de capitaine, l'équipe des Rockies a eu de nombreux entraîneurs au cours de son existence. Ainsi, chaque saison voit l'arrivée d'un nouvel entraîneur. Ce changement constant de direction empêche l'équipe de construire un système de jeu cohérent au fil des saisons. La liste des entraîneurs est la suivante :
| No | Nom                  | Premier match    | Dernier match    | Saison régulière | Saison régulière | Saison régulière | Saison régulière | Saison régulière | Saison régulière | Séries éliminatoires | Séries éliminatoires | Séries éliminatoires | Séries éliminatoires | Remarques |
| No | Nom                  | Premier match    | Dernier match    | PJ               | V                | D                | N                | P                | % V              | PJ                   | V                    | D                    | % V                  | Remarques |
| -- | -------------------- | ---------------- | ---------------- | ---------------- | ---------------- | ---------------- | ---------------- | ---------------- | ---------------- | -------------------- | -------------------- | -------------------- | -------------------- | --------- |
| 1  | John Wilson          | 5 octobre 1976   | 3 avril 1977     | 80               | 20               | 46               | 14               | 54               | 33,8             | -                    | -                    | -                    | -                    |           |
| 2  | Patrick Kelly        | 14 octobre 1977  | 23 novembre 1978 | 101              | 22               | 54               | 25               | 69               | 34,2             | 2                    | 0                    | 2                    | 0,0                  |           |
| 3  | Aldo Guidolin (en)   | 25 novembre 1978 | 8 avril 1979     | 59               | 12               | 39               | 8                | 32               | 27,1             | -                    | -                    | -                    | -                    |           |
| 4  | Donald Cherry        | 11 octobre 1979  | 6 avril 1980     | 80               | 19               | 48               | 13               | 51               | 31,9             | -                    | -                    | -                    | -                    |           |
| 5  | William MacMillan    | 11 octobre 1980  | 4 avril 1981     | 80               | 22               | 45               | 13               | 57               | 35,6             | -                    | -                    | -                    | -                    |           |
| 6  | Albert Marshall (en) | 6 octobre 1981   | 28 novembre 1981 | 24               | 3                | 17               | 4                | 10               | 20,8             | -                    | -                    | -                    | -                    |           |
| 7  | Marshall Johnston    | 30 novembre 1981 | 3 avril 1982     | 56               | 15               | 32               | 9                | 39               | 34,8             | -                    | -                    | -                    | -                    |           |

### Directeurs généraux
| No | Nom               | Engagement | Départ            | Remarques |   |                   |              |              |  |
| -- | ----------------- | ---------- | ----------------- | --------- | - | ----------------- | ------------ | ------------ |  |
| No | Nom               | Engagement | Départ            | Remarques | 1 | Joseph Miron (en) | 23 août 1976 | 1er mai 1981 |  |
| 2  | William MacMillan | 4 mai 1981 | 22 novembre 1983* |           |   |                   |              |              |  |

* Encore en poste au moment du déménagement des Rockies dans le New Jersey